# Surrey (Dakota du Nord)
Pour les articles homonymes, voir Surrey.
La ville de Surrey est située dans le comté de Ward, dans l’État du Dakota du Nord, aux États-Unis. Lors du recensement de 2010, sa population s’élevait à 934 habitants.

## Démographie
| 1960 | 1970 | 1980 | 1990 | 2000 | 2010 |
| ---- | ---- | ---- | ---- | ---- | ---- |
| 309  | 361  | 999  | 856  | 917  | 934  |

## Source
- (en) Cet article est partiellement ou en totalité issu de l’article de Wikipédia en anglais intitulé « Surrey, North Dakota » (voir la liste des auteurs).